# 1750-е

## Догађаји и трендови
- 1750. — врхунац Малог леденог доба.
- 1755. — велики земљотрес погодио Лисабон.
- 1756. — започео је Седмогодишњи рат.
- 1757. — Битка за Пласеј означава почетак британске владавине у Индији.

## Наука
- 1750. — рођен Каролин Херсел, британски астроном.
- 1752. — Бенџамин Френклин је изумио громобран.

## Култура
- 1751. — Дејвид Хјум је објавио Истраживање моралних принципа.
- 1752. — умро Јакопо Амигони, венецијански сликар.
- 1752. — умро Џорџ Беркли, ирски филозоф.
- 1758. — Дејвид Хјум објавио Испитивање човјечјег разума.

### Музика
- 1756. — рођен Волфганг Амадеус Моцарт.